# 王立国際問題研究所
英国王立国際問題研究所（えいこくおうりつこくさいもんだいけんきゅうじょ、英: Royal Institute of International Affairs, 略称:RIIA）は、イギリスのシンクタンク。イングランドのケント州チャタムにあるのでチャタム・ハウス(Chatham House)とも呼ばれる。
1920年創設。本部はロンドン。外交問題評議会の姉妹機関としても知られる。

## 来歴

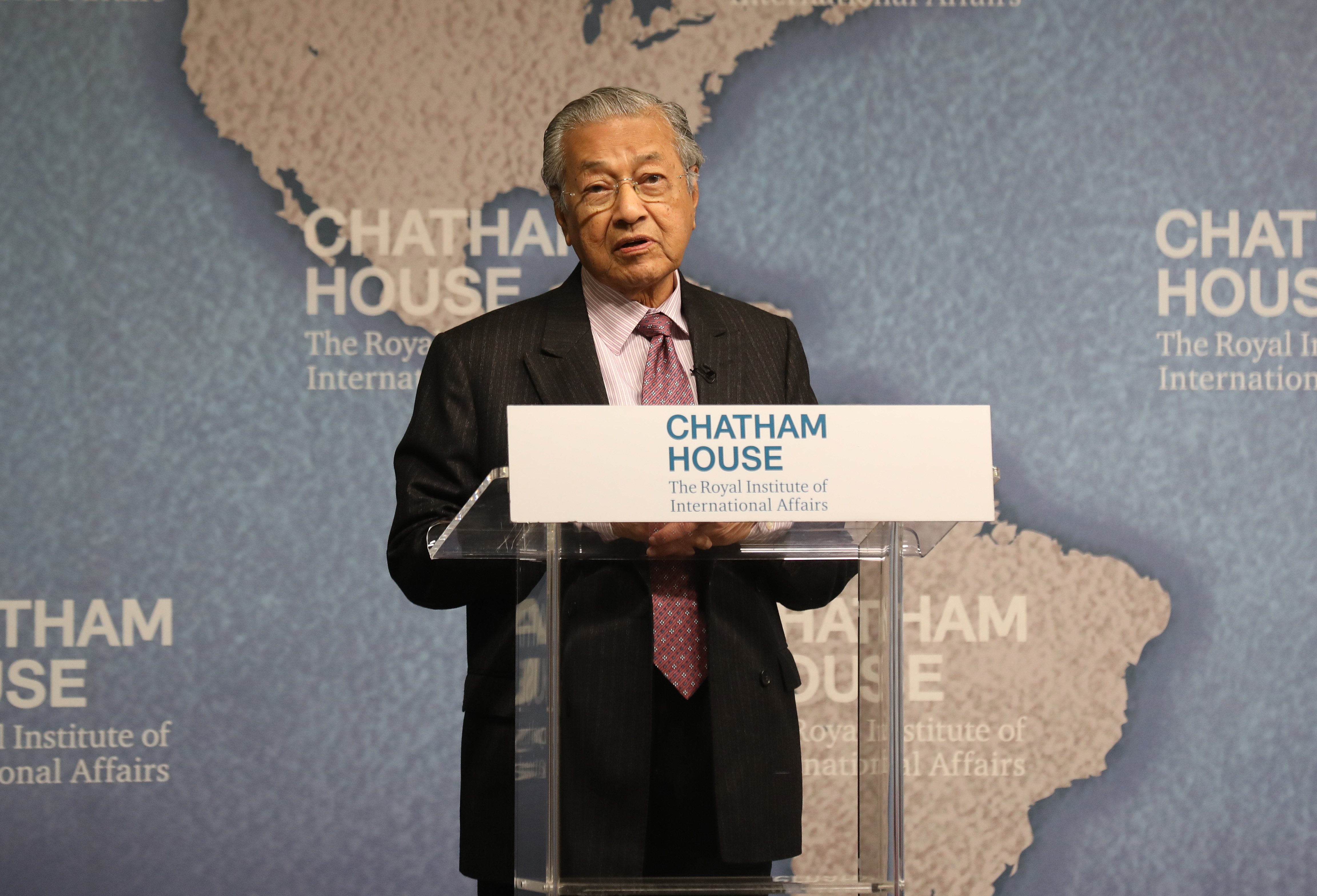
マレーシアの首相マハティール・ビン・モハマドは王立国際問題研究所でスピーチを行う（2018年10月2日）

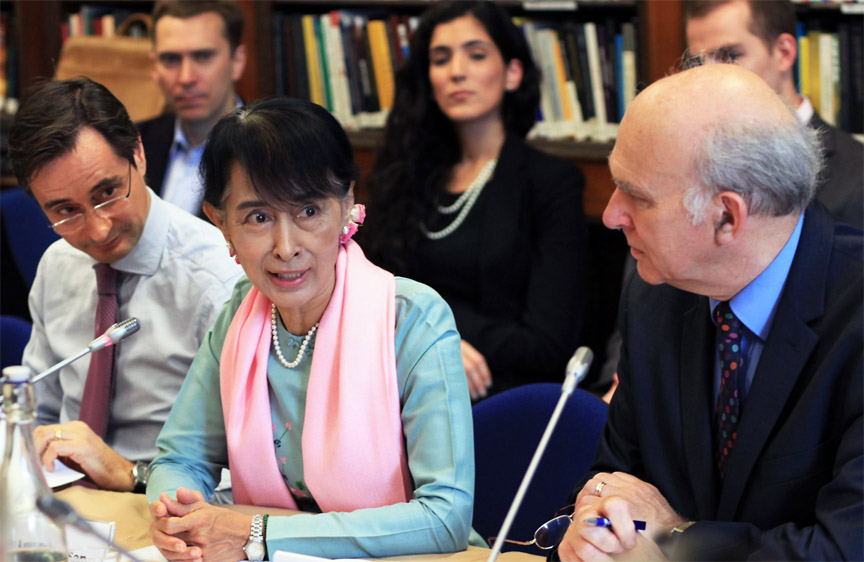
ロビン・ニブレット（向かって右）とアウンサンスーチー

第一次世界大戦後に開かれたパリ講和会議の期間中に、イギリス代表とアメリカの代表間でアングロ＝アメリカによるリーダーシップによって戦後の世界秩序を統治するという構想が提起され、その構想をソフト面から支援するためのシンクタンクを共同で設立することになった。しかし、アメリカが国際連盟に参加しないことが決まり、方針の転換を余儀なくされたために、イギリスは「王立国際問題研究所」、アメリカは「外交問題評議会」と、それぞれ独自にシンクタンクを設けることになった。
初期の王立国際問題研究所は、帝国統治に関する研究グループである「ラウンド・テーブル」のメンバーが中核となり、オックスフォード大学を中枢としてアルフレッド・ミルナーの薫陶を受けた学識経験者によって組織された。やがてアーノルド・J・トインビーが招かれ中心的な役割を果たした。
1932年10月19日にはリットン調査団団長ヴィクター・ブルワー＝リットンが、イギリスの外交官、政治家等に対し報告書の内容について講演した。

## チャタムハウスルール
チャタムハウスルール (英: Chatham House Rule) とは、王立国際問題研究所に源を発する、会議参加者の行為規範である。チャタムハウスルールを適用する旨の宣言の下に運営される会議においては、当該会議で得られた情報を利用できるが、その情報の発言者やその他の参加者の身元および所属に関して秘匿する義務を負う（明示的にも黙示的にも明かにしない）というルール（#引用部分を参照）。このルールの適用により、参加者はその所属する組織への配慮や、発言が自らのものとして公表された際の影響を度外視しやすくなるため、進行中の問題や政治的な話題を取り扱う場であっても闊達（かったつ）な議論をもたらすとともに、情報共有の促進が期待される。また、会議全体ではなく、その一部のみへの適用も可能である。このルールは、王立国際問題研究所において1927年に考案され1992年および2002年に改正されたものであるが、その適用は同研究所主催の会議等に限定されるものではなく、英語圏を中心に広く一般に用いられている。
"When a meeting, or part thereof, is held under the Chatham House Rule, participants are free to use the information received, but neither the identity nor the affiliation of the speaker(s), nor that of any other participant, may be revealed".

## チャタムハウス賞
チャタムハウス賞（英: The Chatham House Prize）は毎年恒例の表彰制度であり、「前年に国際関係の改善に最も重要な貢献をしたとチャタムハウス会員がみなす人物、人々または組織」の顕彰をその趣旨とする。

### 歴代の受賞者
| 受賞年（年） | 氏名・名称 | 国と地域     |
| ------------ | --- | ------------ |
| 2005         | ヴィクトル・ユシチェンコ大統領                                                                                           | ウクライナ   |
| 2006         | ジョアキン・アルベルト・シサノ大統領                                                                                     | モザンビーク |
| 2007         | モーザ・ビント・ナーセル・アル＝ミスナド（英語）カタール首長夫人                                                         | カタール     |
| 2008         | ジョン・アジェクム・クフォー大統領                                                                                       | ガーナ       |
| 2009         | ルイス・イナシオ・ルーラ・ダ・シルヴァ大統領                                                                             | ブラジル     |
| 2010         | アブドゥラー・ギュル 大統領                                                                                              | トルコ       |
| 2011         | アウンサンスーチー ミャンマー反政府首班                                                                                  | ミャンマー   |
| 2012         | モンセフ・マルズーキ、ラーシド・ガンヌーシー両大統領                                                                     | チュニジア   |
| 2013         | ヒラリー・クリントン国務長官                                                                                             | アメリカ     |
| 2014         | メリンダ・ゲイツ ビル&メリンダ・ゲイツ財団共同創設者                                                                     | アメリカ     |
| 2015         | 国境なき医師団 | スイス       |
| 2016         | モハンマド・ジャヴァード・ザリーフ外務大臣                                                                               | イラン       |
| 2016         | ジョン・フォーブズ・ケリー国務長官                                                                                       | アメリカ     |
| 2017         | フアン・マヌエル・サントス大統領                                                                                         | コロンビア   |
| 2018         | ジャーナリスト保護委員会                                                                                                 | アメリカ     |
| 2019         | デイビッド・アッテンボロー、ジュリアン・ヘクター                                                                         | イギリス     |
| 2020         | ヒーリー・ポタニ、アイヴィー・カマンガ、レドソン・カピンドゥ、ディンギスワヨ・マディセ、マイケル・テンボ各憲法裁判所判事 | マラウイ     |
| 2023         | ヴォロディミル・ゼレンスキー大統領                                                                                       | ウクライナ   |
| 2024         | ドナルド・トゥスク大統領                                                                                                 | ポーランド   |